# Moncheaux
|  | Per a altres significats, vegeu «Moncheaux-lès-Frévent». |

Moncheaux és un municipi francès al departament del Nord (regió d'Alts de França) L'any 2006 tenia 1.417 habitants. Limita al nord-est amb Mons-en-Pévèle, a l'est amb Faumont, al sud-est amb Raimbeaucourt, al sud-oest amb Leforest i al nord-oest amb Thumeries.

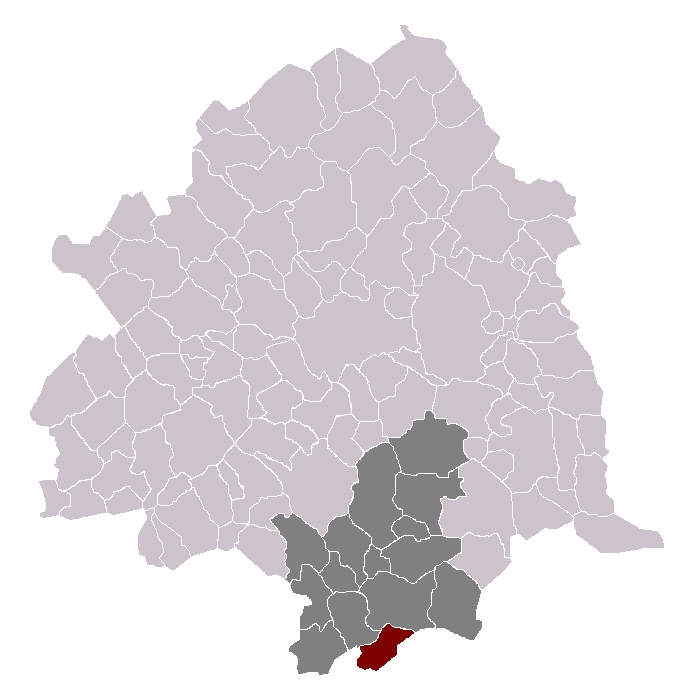
Ubicació del Moncheaux dins del cantó i el districte

| 1962                                       | 1968  | 1975  | 1982  | 1990  | 1999  | 2006  |
| ------------------------------------------ | ----- | ----- | ----- | ----- | ----- | ----- |
| 1.157                                      | 1.187 | 1.149 | 1.202 | 1.276 | 1.315 | 1.417 |
| Des de 1962: població sense dobles comptes |       |       |       |       |       |       |

## Administració
| Període   | Identitat         | Partit |
| --------- | ----------------- | ------ |
| 2001-2008 | Louis Lemaire     |        |
| 2008-     | Jeannette Willocq |        |